# CZ vz. 24
ČZ vz. 24 (чеш. Pistole vz. 24) — самозарядный пистолет чехословацкого производства времен Второй мировой войны. Это оружие было разработано в первой половине 1920-х годов на основе конструкции пистолета ČZ vz. 22, серийно производилось в период до оккупации Чехословакии и поступало на вооружение вооружённых сил, полиции и служб безопасности страны, а также на экспорт.

## Конструкция
Автоматика работала по схеме использования отдачи при коротком ходе ствола. Запирание канала ствола осуществляется его поворотом при помощи боевых выступов, расположенных в тыльной части ствола. Ударно-спусковой механизм — куркового типа, одинарного действия, с предварительным взводом курка. Затворная задержка как отдельная деталь отсутствует, её функцию выполняет подаватель магазина. На левой стороне рамы расположен замыкатель ствола, а также рычаг и кнопка ручного предохранителя. Предохранитель включался нажатием на его рычаг вниз, а выключался нажатием кнопки. Имеется предохранитель, блокирующий ударно спусковой механизм при извлеченном магазине. На нижней поверхности рукоятки размещена защёлка однорядного магазина. В целом, пистолет имеет несоответственную мощности используемого патрона сложность конструкции, так как он проектировался под более мощный патрон 9×19 мм Парабеллум, а производился под патрон 9х17 мм Браунинг короткий.

## Варианты и модификации
vz.27 - более технологичный модифицированный вариант со свободным затвором под патрон 7,65×17 мм

## Страны-эксплуатанты
- Чехословакия — на вооружении армии и полиции[1]
- Польша — в 1919 - 1934 гг. партия пистолетов закуплена для польской армии и пограничной стражи[1]
- Литва[1]
- Нацистская Германия — после оккупации Судетской области в 1938 году и оккупации Чехословакии в марте 1939 года пистолеты CZ vz.24 (под наименованием Pistole 24(t)) поступили на вооружение немецкой полиции и вермахта[1]
- Словакия — после провозглашения независимого «государства Словакия» 14 марта 1939 года, на вооружение формирующейся словацкой армии поступило оружие подразделений полиции и армии Чехословакии, находившихся на территории Словакии (в том числе, некоторое количество пистолетов CZ vz.24). В дальнейшем, пистолеты поступали на вооружение армии, полиции и вооружённых формирований Словакии.

## Галерея

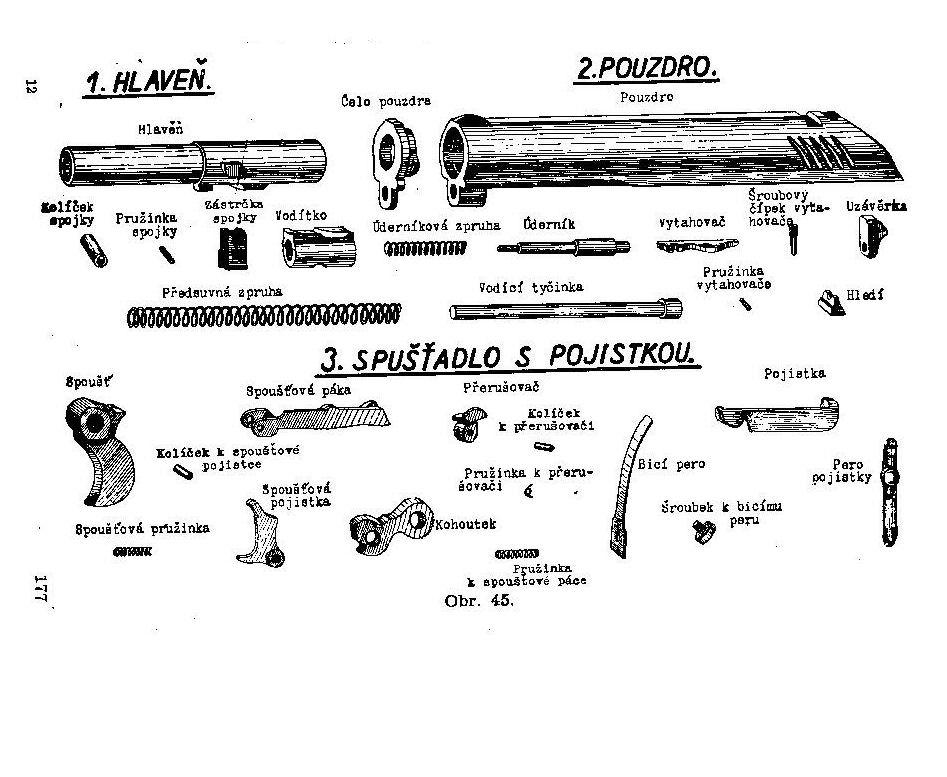
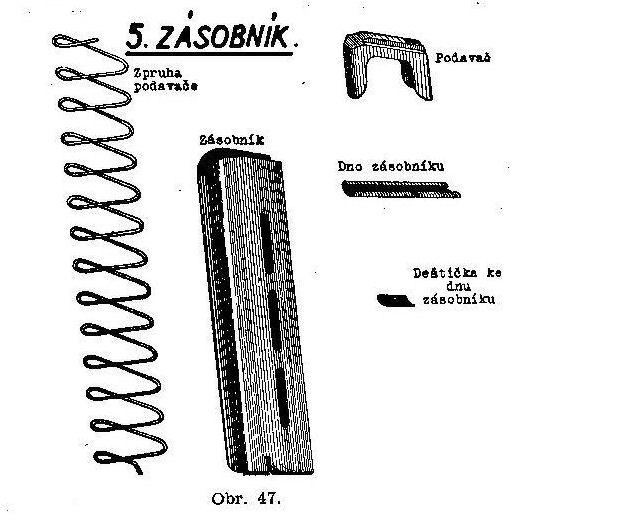